# Тевелі
Тевелі (або Тевель, Тебель; середньогрецькою Tevelisz, Tεβέλης; † до 948) — син Тархачі та онук угорського князя Арпада. Його сином був Термацу — Тормас — який близько 948 року, бувши членом посольства Булчу в Харці, відвідав Імперію ромеїв та зустрічався з Костянтином VII Багрянородним.
Історики намагаються вивести його ім'я від угорського «tesz» і тюркського дієслова «tövik» («жало»).
Регіон кочовищ Тевелі окреслюється такими назвами місць, як Тевель на території пізнішого округу Толна, який був попередником гілки Тархачі-Тевелі-Термацу (Тархос-Тевель-Тормас).
Оскільки пізніші маєтки Коппані були розташовані неподалік від житла Тевелі та Термацу, за словами Дьєрдя Дьорфі, Тар Зерінд також був сином Тевелі, а тому Коппані був його онуком.